# The Train
The Train (bra: O Trem; prt: O Comboio) é um filme franco-ítalo-norte-americano de 1964, do gênero guerra, dirigido por John Frankenheimer e estrelado por Burt Lancaster e Paul Scofield.
Baseado em fatos reais, o filme começou a ser dirigido por Arthur Penn, que foi substituído por Frankenheimer poucos dias depois.
Para maior realismo nas sequências de ação, o diretor usou trens e estações reais; além disso, Burt Lancaster dispensou dublês e fez suas próprias cenas perigosas.
Segundo Ken Wlaschin, este é um dos quinze melhores trabalhos da carreira de Lancaster.

## Sinopse
França, 1944. Com a aproximação das Forças Aliadas, o Coronel Franz von Waldheim procura enviar para a Alemanha as mais valiosas pinturas de Paris. Um trem será usado para o transporte e Mademoiselle Villard, gerente do museu, tenta convencer Labiche, um inspetor de ferrovias, a sabotar os nazistas e salvar as obras de arte. Labiche, porém, tem compromissos com a Resistência, que deseja destruir o trem. A morte de uma pessoa próxima e os argumentos da jovem hoteleira Christine fazem com que ele mude de ideia.

## Principais premiações
| Patrocinador                                  | Prêmio | Categoria                      | Situação  |
| --------------------------------------------- | ------ | ------------------------------ | --------- |
| Academia de Artes e Ciências Cinematográficas | Oscar  | Melhor Roteiro Original        | Indicado  |
| British Academy of Film and Television Arts   | BAFTA  | Melhor Filme de Qualquer Fonte | Indicado  |
| National Board of Review                      | NBR    | Dez Melhores Filmes de 1965    | Escolhido |

## Elenco
| Ator/Atriz       | Personagem                 |
| ---------------- | -------------------------- |
| Burt Lancaster   | Labiche                    |
| Paul Scofield    | Coronel Franz von Waldheim |
| Jeanne Moreau    | Christine                  |
| Suzanne Flon     | Mademoiselle Villard       |
| Michel Simon     | Papa Boule                 |
| Wolfgang Preiss  | Major Herren               |
| Albert Rémy      | Didont                     |
| Charles Millot   | Pesquet                    |
| Richard Münch    | General von Lubitz         |
| Jacques Marin    | Jacques                    |
| Paul Bonifas     | Spinet                     |
| Jean Bouchaud    | Capitão Schmidt            |
| Donald O'Brien   | Sargento Schwartz          |
| Jean-Pierre Zola | Octave                     |
| Arthur Brauss    | Tenente Pilzer             |